# 1999 SA28
1999 SA28, também escrito como 1999 SA28, é um objeto transnetuniano (TNO) que está localizado no cinturão de Kuiper, uma região do Sistema Solar. Este corpo celeste é classificado como um plutino, pois, o mesmo está em uma ressonância orbital de 2:3 com o planeta Netuno. Ele possui uma magnitude absoluta (H) de 7,3 e, tem um diâmetro estimado com cerca de 153 km, por isso existem poucas chances que o mesmo possa ser classificado como um planeta anão, devido ao seu tamanho relativamente pequeno.

## Descoberta
1999 SA28 foi descoberto no dia 16 de setembro de 1999 pelos astrônomos D. Milisavljevic e J. J. Kavelaars.

## Órbita
A órbita de 1999 SA28 tem uma excentricidade de 0.185 e possui um semieixo maior de 39.234 UA. O seu periélio leva o mesmo a uma distância de 31.977 UA em relação ao Sol e seu afélio a 46.491.